# Wargawka
Wargawka (prononciation [varˈɡafka]) est un village de la gmina de Witonia, du powiat de Łęczyca, dans la voïvodie de Łódź, situé dans le centre de la Pologne.
Wargawka est divisé en deux parties. Wargawka Stara et Wargawka Mƚoda.

## Administration
De 1975 à 1998, le village était attaché administrativement à l'ancienne voïvodie de Płock.

Depuis 1999, il fait partie de la nouvelle voïvodie de Łódź.